# 1-Methylguanin
1-Methylguanin ist eine heterocyclische organische Verbindung mit einem Puringrundgerüst. Es ist ein Derivat der Nukleinbase Guanin und kommt als Bestandteil des Nukleosids 1-Methylguanosin (m1G) in der RNA vor.